# 北屯二交流道
北屯二交流道為臺灣台74線位於臺中市西屯區與北屯區交界處的交流道，指標為14K，可銜接國道一號大雅系統交流道北上，可有效紓解大雅交流道與中清路的車流，亦可通往大雅區、西屯區與北屯區。
因為原北屯二交流道和國道一號「大雅系統交流道」在台74線端合併為同一出入口，所以台74線端仍以「北屯二交流道」為名，僅國道一號使用「大雅系統交流道」之名稱。
|      | 14 北屯二 | 東行        | 豐原 松竹路三段 |
| 西行 | 14 北屯二 | 中清路 豐原 |                 |

## 鄰近公路
- 國道一號：大雅系統交流道
- 台1乙線（中清路）
- 市道127號（廣福路）

## 外部連結
- 國道一號大雅系統交流道、大雅交流道示意圖 （页面存档备份，存于）（交通部高速公路局）